# Kevin Hamann
Pour les articles homonymes, voir Hamann.
Kevin Hamann (né en 1980 à Berlin-Ouest) est un chanteur de guitariste allemand de rock, résidant à Hambourg. Outre ses publications en solo sous les noms de ClickClickDecker et My First Trumpet, il se fait connaître par le projet electro Bratze, en tant que membre du groupe musical Ludger, ainsi que par l'émission Initiative Herz Statt Kommerz qu'il anime sur la radio Internet ByteFM. 

## Biographie

### Jeunesse
Après sa naissance dans l'arrondissement de Pankow à Berlin-Est, Hamann a grandi à Hohenschönhausen. En 1986, son père obtient une autorisation de sortie du territoire pour pouvoir assister aux funérailles de sa grand-mère à Husum. Par la suite, il ne retourne plus en RDA, comme cela avait été convenu auparavant. En 1988, Hamann et ses deux frères sont autorisés à le rejoindre avec leur mère. De Husum, il s'installe d'abord à Kiel, où il effectue son service civil, puis à Hambourg, où il vit depuis 2003, en passant par Flensburg,,.

### Débuts (1990-2001)
À l'âge de onze ans, Hamann découvre la guitare électrique grâce à un ami, qu'il apprend en autodidacte. Il joue d'abord du punk hardcore dans différents groupes à partir du milieu des années 1990. Finalement, il commence à faire de la musique en solo, d'abord surtout électronique. Durant cette phase, il se fait appeler Tom Bola et sort trois albums en autoproduction entre 1999 et 2001. À cette époque, il chante et joue également dans le groupe hambourgeois A No No.

### ClickClickDecker (2001–2006)

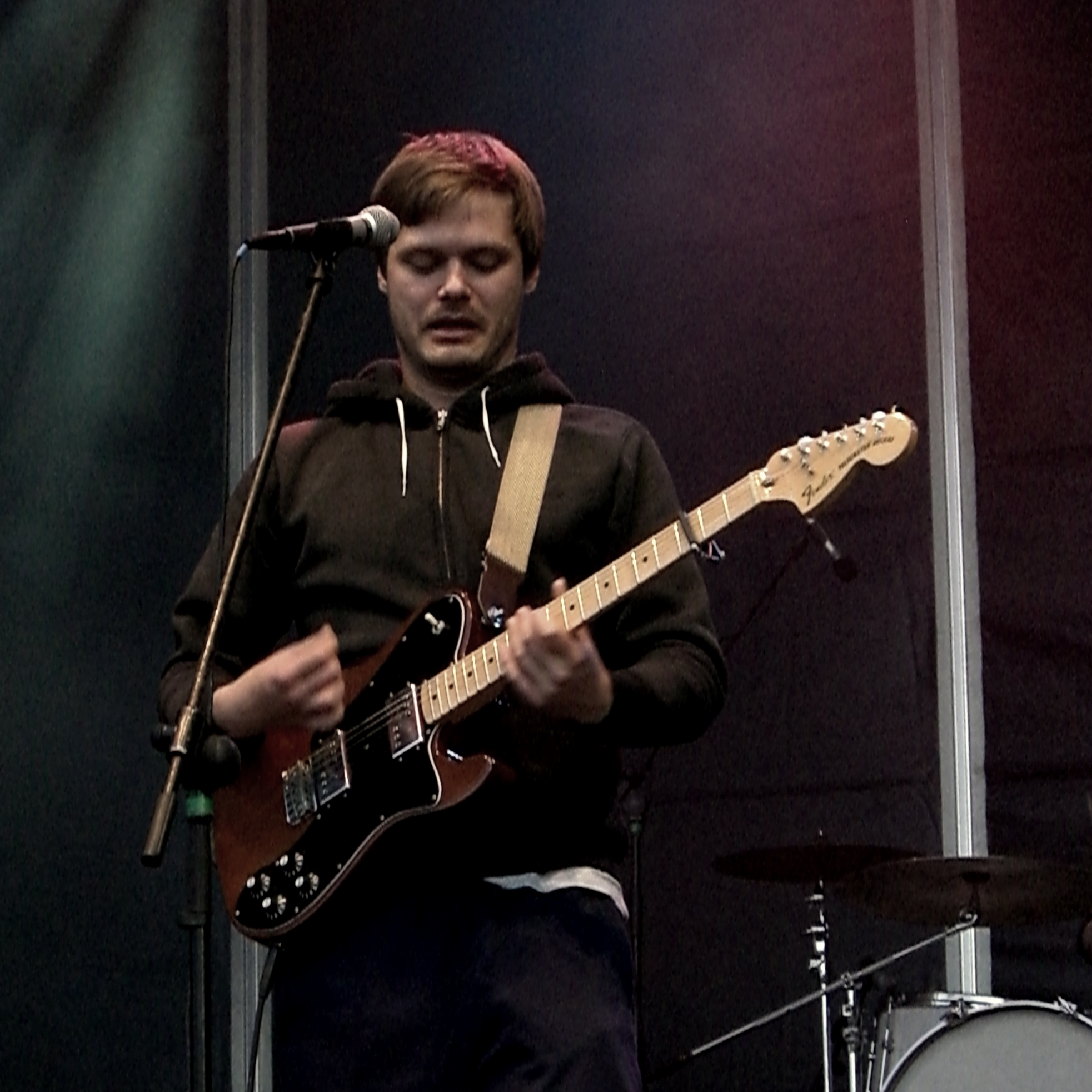
Kevin Hamann en tant que ClickClickDecker (2009).

Il s'est ensuite consacré de plus en plus à la guitare acoustique. Hamann écrit ses chansons sur des rythmes créés par boîte à rythmes, soutenus par un synthétiseur et un clavier. Il change son nom d'artiste en ClickClickDecker, une référence à la chanson Click Click du groupe britannique Wedding Present. En tant que ClickClickDecker, Hamann publie d'abord plusieurs EP et albums sur cassette, CD et vinyle, dont un split LP avec le groupe Lattekohlertor,. En octobre 2003, Hamann fait son premier concert en tant que ClickClickDecker, il joue à la Alte Meierei à Kiel en première partie de Turbostaat et Monochrome. Finalement, Bernd Begemann remarque le jeune musicien et le convainc d'enregistrer un album,.
En février 2005, l'album Ich habe keine Angst vor... sort chez Audiolith Records, qu'il enregistre, comme toutes ses publications jusqu'alors, avec un magnétophone à cassettes multipistes. Il contient une sélection de titres que Hamann avait écrits entre 2002 et 2004. En décembre de la même année, Hamann publie pour la dernière fois un support sonore en auto-distribution avec l'EP live Hab nur zwei Gästeplätze. Pour son deuxième album, Hamann reçoit des offres de deux autres labels, mais les refuse. C'est ainsi que Nichts für ungut, sorti en septembre 2006, est également publié chez Audiolith.
Lorsque Marcus Wiebusch propose à Hamann de l'accompagner en tournée avec son groupe Kettcar, Hamann commence à constituer un groupe de scène. Wiebusch lui recommande Simon Rass, qui travaillait pour son label Grand Hotel van Cleef, comme batteur. Lors d'une tournée avec Fink, il fait la connaissance du guitariste Oliver Stangl, et comme bassiste, il s'attache les services du fondateur d'Audiolith, Lars Lewerenz.

### Bratze et My First Trumpet (2007–2008)
Lors d'une tournée, Hamann fait la connaissance du musicien d'electro Norman Kolodziej (Der Tante Renate), qui publie également chez Audiolith. Ensemble, ils produisent la chanson Jean Claude et décident de continuer à faire de la musique ensemble en raison de l'écho qu'elle rencontre. C'est ainsi qu'est né le projet Bratze, avec lequel ils font d'abord des tournées avant de sortir leur premier album, Kraft, en 2007,,. Depuis cette époque, Hamann travaille à plein temps comme musicien.
La même année, Hamann sort un album instrumental sous le pseudonyme My First Trumpet, qui parait sur le netlabel Aerotone et peut être téléchargé gratuitement. Il contenait des morceaux que Hamann avait écrits et collectionnés pendant de nombreuses années. La même année, Hamann fonde l'initiative Herz Statt Kommerz, qui s'engage pour la musique librement disponible. Entre 2008 et janvier 2014, Hamann anime chaque mois une émission homonyme sur ce thème sur la station de radio Internet ByteFM de Hambourg,,,.

### Suite des activités (2008–2014)
Au printemps 2008, Hamann commence à travailler sur son troisième album ClickClickDecker. Il enregistre d'abord l'album chez lui, mais n'est pas satisfait du résultat. C'est pourquoi il réenregistre l'album en studio durant l'été 2008, et pour la première fois, d'autres musiciens ont participé à l'enregistrement. Selon les circonstances, l'album sort en janvier 2009. Le 7 mars, un concert que Hamann joue avec son groupe dans le cadre de la Visions Party à l'atelier de Cologne est enregistré pour l'émission Rockpalast.
En février 2009, le livre Saturday Night parait chez Piper Verlag, pour lequel Hamann écrit une nouvelle. Plus tard, il écrit des chroniques en ligne pour le magazine Opak.
En octobre 2009, Hamann déclare dans une interview qu'il prévoyait d'alterner une année avec Bratze et une année en tant que ClickClickDecker.
En 2010, Hamann se consacre donc à nouveau au projet Bratze, qui sort un deuxième album, Korrektur nach Unten, et part en tournée. La même année, Hamann cofonde le groupe de punk rock Ludger, dans lequel il joue de la basse. En novembre de la même année, leur premier album, Auf Eis, sort sur cassette.
En 2011, il part en tournée en Allemagne avec Oliver Stangl sous le nom de ClickClickDecker et publie à cette occasion l'album live Du Ich Wir beide sur les Fliegenden Bauten.
Depuis le début de l'année 2012, Hamann travaille dans le lieu inclusif « Barner 16 » à Hambourg-Altona, où travaillent des artistes handicapés et non handicapés. Son premier travail intensif dans ce lieu est la création du collectif Barner 16, avec lequel il sort son premier album sur le label en mars 2013. 
En septembre 2012, il publie avec Norman Kolodziej le troisième album de Bratze, Highlight.
Le 17 janvier 2014, après un an et demi de travail, le nouvel album de Clickclickdecker Ich glaub dir gar nichts und irgendwie doch alles est publié. Il est réalisé en collaboration avec Oliver Stangl dans une école de paysans désaffectée près d'Emmelsbüll-Horsbüll dans la Frise-du-Nord. Ils sont accompagnés par la photographe Sophie Krische, qui a utilisé les images pour réaliser un film à l'occasion du 12e anniversaire de l'album et un livre de photos

### Depuis 2015
En 2017 et 2018, Hamann et Stangl travaillent sur le prochain album de ClickClickDecker. Am Arsch der kleinen Aufmerksamkeiten est composé à nouveau dans l'ancienne école paysanne, ainsi qu'à Berlin, où le groupe répète. Lors de l'enregistrement, Sebastian Cleemann, qui a longtemps joué en première partie sous le nom de Petula et qui a ensuite également apporté son soutien à la batterie, rejoint le groupe en tant que membre permanent. Le groupe élargit alors son spectre sonore, en ajoutant par exemple des éléments comme la basse fuzz, les orgues et les kalimbas. La station de radio ByteFM décrit l'album, entre autres, comme un « morceau d'art pop merveilleux ». Hamann parle pour la première fois publiquement de sa dépression avant la sortie de l'album.
La sortie de l'album est suivie d'une tournée en octobre 2019 avec le trio Hamann, Cleemann et Stangl. 

## Discographie

### Tom Bola
- 1999 : Emo auf 4
- 2000 : Marklenelusch
- 2001 : Warum heißen eigentlich so viele Platten Same

### ClickClickDecker

#### Albums studio
- 2005 : Ich hab keine Angst vor… (CD, Audiolith)
- 2006 : Nichts für ungut (CD/LP, Audiolith)
- 2009 : Den Umständen Entsprechend (CD/LP, Audiolith)
- 2011 : Du ich wir beide zu den fliegenden Bauten  (CD, Audiolith)
- 2014 : Ich glaub dir gar nichts und irgendwie doch alles  (CD/LP, Audiolith)
- 2018 : Am Arsch der kleinen Aufmerksamkeiten  (CD, LP, Audiolith)

#### Singles
- 2006 : Wer hat mir auf die Schuhe gekotzt (CD, Audiolith)
- 2008 : Es fängt an wie es aufgehört hat (Download, Audiolith)
- 2009 : Dialog mit dem Tölpel (Audiolith)
- 2009 : Händedruck am Wendepunkt (Audiolith)
- 2011 : GZK vs CCD (split-single avec Gisbert zu Knyphausen)
- 2013 : Tierpark Neumünster (Audiolith)
- 2014 : Was kommt wenn nichts kommen will (Audiolith)

#### EP et cassettes
- 2002 : Tomtomla vs. ClickClickDecker
- 2002 : ich spiele dir was vor – ich lade es nur hoch
- 2003 : Das Soll So
- 2003 : Lattekohlertor – ClickClickDecker (split-LP, f@ul collektiv)
- 2004 : Schnulli
- 2004 : nur ein versuch
- 2005 : hab nur zwei Gästeplätze – live
- 2011 : und alles mögliche (EP/MC, Audiolith)
- 2013 : Windmühlen (split-EP avec Love A) (Rookie Records)
- 2014 : Split-EP avec Sebastian Cleemann (Audiolith/Analogsoul)
- 2015 : Split-EP avec Spaceman Spiff (vinyle, Goddamn Records)

### My First Trumpet
- 2007 : Frerk (Aerotone)
- 2010 : Bene (Aerotone)
- 2010 : Rune (Aerotone)
- 2016 : Oke (Anette Records)
- 2018 : Ursel (Anette Records)

### Albums collaboratifs

#### Bratze
- 2007 : Kraft (Audiolith)
- 2008 : Waffe (Audiolith)
- 2010 : Korrektur nach Unten und die Notwendigkeit einer Übersetzung (Audiolith)
- 2012 : Highlight (Audiolith)

#### Ludger
- 2010 : Auf Eis
- 2011 : Monsignore Krusenotto (Kids in Misery)
- 2017 : Niebülldrama (Anette)

#### Kollektiv Barner 16
- 2013 : Kollektiv Barner 16 (17Rec)

#### Lama L.A. / Just for Fun
- 2015 : Affe Maria (Anette Records)
- 2021 : Im Museum der eigenen Irrtümer (Tapete Records)

#### Belts
- 2020 : Belts (Anette Records)
- 2022 : Two (Anette Records)